# Stazione di Hiyoshi (Kanagawa)
La stazione di Hiyoshi (日吉駅,?, Hiyoshi-eki) è una stazione ferroviaria di Yokohama, si trova nel quartiere di Kōhoku-ku a circa 14 km da Shibuya e 12 da Meguro. La stazione all'interno contiene i Grandi Magazzini Tokyu (東急百貨店?).

## Linee

### Treni
- Tōkyū Corporation
  - ■ Linea Tōkyū Tōyoko
  - ■ Linea Tōkyū Meguro

### Metropolitana
- Metropolitana di Yokohama
  -  Linea verde

## Binari

### Treni
| 1 | ■Linea Tōkyū Tōyoko |  | Kikuna, Yokohama, Motomachi-Chūkagai   |  |
| 2 | ■Linea Tōkyū Meguro |  | (solo per discesa passeggeri)          |  |
| 3 | ■Linea Tōkyū Meguro |  | Meguro, Akabane-Iwabuchi, Urawa-Misono |  |
| 4 | ■Linea Tōkyū Tōyoko |  | Shibuya, Kita-Senju                    |  |

### Metropolitana
| 1・2 | Linea verde | Center-kita, Nakayama |

## Stazioni adiacenti
| «                                     | Servizio            | »                  |
| Linea Tōkyū Tōyoko                    | Linea Tōkyū Tōyoko  | Linea Tōkyū Tōyoko |
| ------------------------------------- | ------------------- | ------------------ |
| Motosumiyoshi                         | Locale              | Tsunashima         |
| Musashi-Kosugi                        | Espresso            | Tsunashima         |
| Musashi-Kosugi                        | Espresso Lim. Pend. | Kikuna             |
| L'Espresso Limitato non ferma         |                     |                    |
| Linea Tōkyū Meguro                    |                     |                    |
| Motosumiyoshi                         | Locale              | Capolinea          |
| Musashi-Kosugi                        | Espresso            | Capolinea          |
| Tutti gli altri treni non fermano     |                     |                    |
| Metropolitana di Yokohama Linea Verde |                     |                    |
| Hiyoshi-Honchō                        | Locale              | Capolinea          |